# Майзорово
Майзорово (бел. Майзарова) — деревня в Червенском районе Минской области. Входит в состав Червенского сельсовета. До 30 октября 2009 г. входила в состав Гребенецкого сельсовета.

## Географическое положение
Находится примерно в 10 км к юго-востоку от райцентра, в 72 км от Минска, в 32 км от железнодорожной станции Пуховичи, на реке Чернявка.

## История
Населённый пункт известен с XIX века, когда он входил в состав Игуменского уезда Минской губернии. На 1870 год это было имение помещика Новонейского, относившееся к Пуховичской волости. Согласно переписи населения 1897 г. урочище Майзорово (также Мейжерово, Мойзнярово), где насчитывалось 4 двора, проживали 24 человека. На 1917 год здесь было 9 дворов и 66 жителей. В 1923 году упоминается как деревня. 20 августа 1924 года она вошла в состав вновь образованного Гребенецкого сельсовета Червенского района (с 20 февраля 1938 — Минской области. Согласно Переписи населения СССР 1926 года в деревне насчитывалось 16 дворов, проживали 76 человек. В 1929 году в Майзорово организован колхоз «Красный Восход», на 1932 год туда входило 31 крестьянское хозяйство, при колхозе работали кузница и колёсная мастерская. Во время Великой Отечественной войны деревня оккупирована немцами в начале июля 1941 года. В районе Майзорова действовала партизанская 12-я кавалерийская бригада имени Сталина. Во время войны деревня была сожжена, несколько её жителей были убиты. Ещё 7 сельчан погибли на фронтах. На деревенском кладбище находятся две братские могилы, где похоронены погибшие в боях с гитлеровцами советские солдаты и партизаны. Освобождена в начале июля 1944 года. На 1960 год население деревни составило 101 человек. В 1980-е годы она относилась к колхозу «Большевик». На 1997 год здесь насчитывалось 66 дворов, жили 109 человек. 30 октября 2009 года в связи с упразднением Гребенецкого сельсовета передана в Червенский сельсовет. На 2013 год 56 жилых домов, 147 жителей.

## Население
- 1897 — 4 двора, 24 жителя
- 1917 — 9 дворов, 66 жителей
- 1926 — 16 дворов, 76 жителей
- 1960 — 101 житель
- 1997 — 66 дворов, 109 жителей
- 2013 — 56 дворов, 147 жителей